# Twee halve lappen
Twee halve lappen is het 41ste stripverhaal van Jommeke. De reeks wordt getekend door striptekenaar Jef Nys.

## Personages
- Jommeke
- Flip
- Marie
- Theofiel
- Propere Voeten: Dikke Springmuis, Houten Nek, Koperen Keelgat, Natte Wolk, Stenen Achterste, Fluitende Bever, Vliegend Stekelvarken, Mieke Geit e.a.
- Ketelbuiken: Rollende Rots, Rode Denneboom, Dunne Dikkop, Dove Kwakkel, Halve Paling, Sterke Vlieg, Bibberend Vuur, Wiegelende Grashalm, Dubbele Neus, Denkende Kop, Zachte Kaktus, Gebroken Ei e.a.

## Verhaal
De Propere Voeten vinden de helft van een lap met daarop geheimzinnige tekens die vermoedelijk naar een schat leidden. Ze vonden de lap in de jachtvelden van hun vijand, de Ketelbuiken, en schakelen daarom Jommeke in om hen te helpen de andere halve lap te bemachtigen. Koperen Keelgat wordt er op uitgestuurd om Jommeke te gaan halen. Hoewel Flip het minder ziet zitten, besluit Jommeke te lap te zoeken. Flip kan ongemerkt het kamp van de Ketelbuiken binnendringen en vindt al vlug de bergplaats van de tweede halve lap op de buik van het opperhoofd Rollende Rots. Flip kan die tijdens de slaap van Rollende Rots bemachtigen, maar valt daarna in slaap.
De Ketelbuiken ontdekken de diefstal van de halve lap en slagen erin Flip gevangen te nemen, waarop Jommeke zich overgeeft en de Ketelbuiken de lap terughebben. De Ketelbuiken dwingen hen te zeggen waar de andere halve lap is en eisen die daarna terug van Dikke Springmuis in ruil voor het leven van Jommeke en Flip. Met de twee halve lappen gaat Rollende Rots met een groep Ketelbuiken op zoektocht naar de schat, een tocht die weken duurt. De lappen leidden hen naar een grot waar ze een kruik met een nieuwe lap vinden. Het blijkt het testament van Grote Bliksem te zijn, het machtigste indianenopperhoofd ooit, die eeuwen geleden leefde. Hij pleit ervoor dat alle indianenstammen vrede sluiten, want vrede is de grootste schat. De Ketelbuiken geloven in de boodschap en besluiten vrede te sluiten met hun vijanden. Jommeke en Flip worden bevrijd en naar de Propere Voeten begeleid waar Rollende Rots en Dikke Springmuis de vredespijp roken.

## Achtergronden
- Dit album is het tweede in de Far-West en het tweede met de Propere Voeten en Ketelbuiken, waardoor zij terugkerende personages worden. Zij zullen nog vaak in de reeks voorkomen. In andere albums zullen de Propere Voeten nog vaak een van hun krijgers uitsturen om Jommeke te gaan halen voor een opdracht.
- Het thema van de vrede tussen indianenstammen zal in een later album, De pijp van Geurig Gras, nog eens ter sprake komen.
- Dit avontuurlijke album is een van de eerste waarin Jommeke zonder zijn boezemvriend Filiberke op pad trekt.